# MechWarrior
Un MechWarrior es un tipo de soldado de los ejércitos del universo ficticio de BattleTech. Su principal diferencia respecto al resto de soldados convencionales es su capacidad para pilotar los gigantescos robots de combate llamados BattleMechs.

## Historia
En el universo de Battletech, una vez se demostró en el siglo XXV la superioridad militar de los BattleMechs frente al resto de unidades convencionales (infantería, caballería, artillería y fuerza aérea), los MechWarriors comenzaron a ganar una mayor importancia e influencia respecto al resto de soldados, dado que sus máquinas se convirtieron en el eje central de los diferentes ejércitos de la región del espacio conocida como Esfera Interior.
Fue tal la importancia que obtuvieron que se llegó a generar una nueva clase social al estilo de los caballeros de la Edad Media. Dependiendo de la grandeza de sus méritos se les rendía homenaje o incluso se les concedían títulos nobiliarios, que solían conllevar el gobierno de algún planeta o sistema planetario.
Tras la caída de la Liga Estelar y el retroceso tecnológico que se produjo por las cruentas Guerras de Sucesión, la capacidad de construir BattleMechs se vio muy mermada, convirtiéndose así en objetos muy preciados. Habitualmente, un MechWarrior era el propietario de su BattleMech y un hijo o familiar lo heredaba mientras no fuese destruido en combate. Aquel piloto que sobreviviese a la destrucción de su BattleMech y no pudiera permitirse la adquisición de otro sustituto era denominado como desposeído y quedaba a la espera, considerada vergonzosa, de que sus superiores le pudiesen proporcionar otro medio de combate.
A mediados del siglo XXXI sólo las Grandes Casas podían permitirse la inversión necesaria para la construcción y mantenimiento de los BattleMechs, por lo que los soldados no eran ya sus propietarios. Por otro lado, entre los mercenarios y piratas aquella práctica continuó siendo frecuente. En la remota sociedad de los Clanes, dado que todo pertenecía al Clan y no existía la propiedad privada, los guerreros no eran tampoco propietarios de sus máquinas.

## Tecnología
A pesar de que, dentro de su trasfondo, la tecnología para la construcción y control de BattleMechs ha sufrido un grave retroceso respecto a épocas pasadas, la mayor parte de elementos de un Mech siguen perteneciendo hoy en día a la ciencia ficción.
En concreto, algunos de estos elementos están especialmente relacionados con los MechWarriors que pilotan dichas máquinas de combate:

### Neurocasco
El piloto de un BattleMech es la pieza fundamental del sistema sin la que el robot no dejaría de ser una estructura inmóvil de metal. El neurocasco es la conexión entre el humano y la máquina, y gracias a él se logra un manejo suave y preciso. Dicho casco es un voluminoso aparato que cubre por completo la cabeza del MechWarrior y descansa sobre sus hombros en unas almohadillas acolchadas de su chaleco refrigerante.
Mediante la información recibida de un conjunto de electrodos en el interior del casco y de unos discos adhesivos pegados a los brazos y caderas del MechWarrior, conectados a su vez al casco mediante cables, es capaz de transmitir los impulsos nerviosos del piloto al sistema para dotarlo de estabilidad y controlar el movimiento del Mech de forma parcialmente subconsciente (pues también se utilizan joysticks, una válvula reguladora y dos pedales). Así, el piloto puede atender al resto de información ofrecida por los sensores y al propio combate.
Dada la precisa conexión necesaria entre el MechWarrior y su Mech, el neurocasco debe estar ajustado a las características propias del piloto para reconocer con exactitud los patrones de sus ondas cerebrales y poder reaccionar adecuada e instantáneamente en situaciones de falta de estabilidad o en movimientos complejos.
Esta personalización del casco también sirve como sistema de seguridad (junto con un reconocimiento de voz y una contraseña personal) ante la suplantación del piloto o el intento de robo del Mech, ya que se detectará la diferencia entre los patrones de las ondas cerebrales. Ante este hecho, el neurocasco proporciona una descarga eléctrica que neutraliza al infractor, bloquea el sistema de movimiento del Mech y hace sonar una alarma.
El neurocasco tiene un visor en su parte frontal que permite al MechWarrior ver los controles de los diferentes paneles y el exterior del Mech a través de los cristales de la carlinga. También puede proyectar una representación holográfica que concentra en 180 grados el entorno del Mech, pudiendo percatarse de enemigos o estructuras a su espalda sin tener que rotar el torso del BattleMech o girarlo por completo.
Como en el resto de cuestiones tecnológicas, los Clanes van por delante de la Esfera Interior. Los neurocascos de los pilotos de los Clanes son más ligeros y menos voluminosos que sus homólogos esferoides. De forma experimental, los Clanes han probado un nuevo sistema de imagen realzada que sustituye el neurocasco por unos implantes faciales, con aspecto de tatuajes, que permiten controlar el Mech sin necesidad de estar conectado físicamente a él. Como desventaja, se dice que dicho sistema puede llegar a producir dolores de cabeza, ataques de nervios o incluso provocar locura permanente en el piloto.

### Chaleco refrigerante
Uno de los principales problemas a los que se enfrenta un MechWarrior, aparte de a sus enemigos, es el calor. El motor de fusión de un Mech, solo por el hecho de estar encendido, produce una cantidad importante de calor. Si a esto se suma las posibles condiciones climáticas, el sobreesfuerzo al mover el Mech o, lo más importante, el disparo de las armas, el calor generado puede dañar los sensores del Mech, afectar a su capacidad de movimiento, provocar la explosión de las municiones o llegar a cocer, literalmente, al piloto.
A nivel de seguridad del Mech, se emplean disipadores de calor para enfriar la máquina, pero para el piloto esto suele ser insuficiente; por ello, se utilizan los llamados chalecos refrigerantes. Dichas prendas, aparte de una capa antibalas, disponen de una red de tubos por los que fluye un líquido espeso. Una vez que se conecta el chaleco a la silla de mando de la carlinga del Mech, este líquido se enfría y empieza a extraer el calor excesivo del cuerpo del MechWarrior.
Aún con todo, estas medidas son sólo paliativas y es el MechWarrior el principal encargado de vigilar los niveles de calor, y actuar en consecuencia.

### Carlinga
La carlinga de un BattleMech es el habitáculo donde se encuentra el MechWarrior. Suele estar situado en la cabeza del Mech, si este tiene forma humanoide, o en el torso, en caso contrario.
Como las cabinas de los aviones o cazas, es un espacio reducido en el que hay una silla de mando frente a una consola con indicadores de sensores y controles del Mech, rodeada de monitores que muestran información diversa, como el radar, mapas, estado de daños, etc.
El piloto está sujeto a la silla de mando por unos cinturones de seguridad que evitan que sea lanzado por el interior de la carlinga ante golpes o movimientos bruscos. En dicha silla se conectan el neurocasco y el chaleco refrigerante. Suele tener un pequeño hueco en su parte posterior donde se guarda un botiquín, ropa y raciones de comida, para situaciones de emergencia.
En los brazos de la silla están los controles principales del Mech, como joysticks (para controlar la dirección de movimiento, la rotación del torso o apuntar) una válvula reguladora (para controlar la aceleración del Mech) y dos pedales (para activar los retrorreactores, si los hubiere, y controlar la dirección del salto).
Cuando en un combate se producen daños masivos en el Mech, como una fisura en el motor de fusión, instantes antes de que el robot sea destruido se activan unos pequeños explosivos que abren la carlinga y proyectan la silla de mando a una distancia segura. Este hecho se conoce como eyección. En algunos diseños de Mechs, como en el Wolfhound, no se proyecta la silla de mando sino que el conjunto entero de la carlinga se separa del cuerpo del robot.

## Clasificación
Los MechWarriors, como soldados que son, se clasifican por su rango en el escalafón militar. Dicho escalafón viene definido por la organización militar propia de cada facción y establece sus responsabilidades, como el número de MechWarriors que tendrán a su cargo.
Aparte, y de una forma más informal, son clasificados según su pericia y experiencia adquirida en el combate:
- Novato: piloto recién incorporado al servicio. Normalmente, se le asignará un Mech ligero (los más baratos) y se le utilizará en misiones no críticas.
- Regular: un piloto cuya valía ha sido probada en la batalla. Normalmente, se le asignará un Mech ligero o medio en cualquier tipo de misión.
- Veterano: un piloto que ha participado y salido airoso de diversas batallas. Para su asignación de Mech cuentan más su especialización y preferencias, aunque normalmente se le asignará un Mech ligero, medio o pesado.
- Élite: la flor y nata del ejército, estos pilotos obtienen el máximo partido posible de sus máquinas. Como en el caso anterior, cuentan más su especialización y preferencias, pero podría ser asignado a cualquier tipo de Mech (ligero, medio, pesado o de asalto).